# مارتن فلدستين
مارتن ستيوارت فلدستين (بالإنجليزية: Martin Stuart Feldstein)‏ (25 نوفمبر 1939 – 11 يونيو 2019): هو اقتصادي أميركي، شغل كرسي أستاذية جورج فيشر بيكر للاقتصاد في جامعة هارفرد، وكان الرئيس الفخري للمكتب القومي للأبحاث الاقتصادية (إن بي إي آر). شغل منصب الرئيس والمسؤول التنفيذي الأول للمكتب القومي للأبحاث الاقتصادية من عام 1978 إلى عام 2008  (باستثناء من عام 1982 إلى عام 1984). إذ عمل من 1982 إلى 1984، عمل فلدستين رئيسًا لمجلس المستشارين الاقتصاديين ومديرًا استشاريًا اقتصاديًا للرئيس رونالد ريغان (تعارضت وجهات نظره الخاصة بصقور العجز مع سياسات إدارة ريغان المتعلقة بالإنفاق العسكري الكبير). كان أيضًا عضوًا في الهيئة الاستشارية المالية لمجموعة الثلاثين في واشنطن من عام 2003.

## سيرته المهنية
في عام 1977، مُنح ميدالية جون بايتس كلارك التابعة للجمعية الاقتصادية الأمريكية، وهي جائزة كانت تُمنح كل سنتين حتى عام 2010 إذ بدأت تُمنح سنويًا. تُمنح للاقتصادي تحت سن الأربعين الذي يقدم الإسهام الأكبر لعلم الاقتصاد. كان من بين الاقتصاديين العشرة الأكثر تأثيرًا في العالم، وفقًا لموقع أوراق بحثية في الاقتصاد. ألف أكثر من 300 مقال بحثي في الاقتصاد وقدم إسهامات لاقتصادات الصحة والاقتصادات العالمية واقتصادات الأمن القومي. بيد أنه كان يُعرف خصوصًا لإسهاماته الكبرى في الاقتصاد الكلي والمالية العامة والضمان الاجتماعي. طوّر الفهم الحالي لتأثيرات الضمان الاجتماعي من خلال مشاركته الرائدة في تطوير الكثير من الأبحاث حول ميكانيكية (آلية) عمل أنظمة رواتب التقاعد العامة واستدامتها. كان فلدستين مناصرًا قويًا لإصلاح نظام الضمان الاجتماعي وكان قوة محركة رئيسية خلف مبادرة الرئيس السابق جورج دبليو. بوش للخصخصة الجزئية لنظام التأمين (الضمان) الاجتماعي. إلى جانب إسهاماته في مجال اقتصاديات القطاع العام، ألّف أيضًا أوراقًا بحثية أخرى هامة حول الاقتصاد الكلي. كانت واحدة من أوراقه البحثية الأكثر شهرة في هذا المجال، هي بحثه مع تشارلز هوريوكا حول سلوك الاستثمار في بلدان عدة. وجد هو وهوريوكا أنه على المدى الطويل، يميل رأس المال للبقاء في بلده الأم (موطنه)، بمعنى أن مدخرات الأمة تُستخدم لتمويل فرصها الاستثمارية. عُرف هذا من وقتها باسم «أحجية (لغز) فلدستين هوريوكا».
في عام 1977، حذّر فلدستين، من خلال كتابته حول الاتحاد النقدي الأوروبي المُقبل واليورو، من أن «التأثيرات الاقتصادية المعاكسة للعملة الواحدة على البطالة والتضخم المالي ستفوق أي مكاسب آتية من عملية تسهيل التجارة وتدفق رأس المال»، في حين أنها «تُعتبر طريقة لتقليل احتمال نشوب حرب أخرى داخل أوروبا»، فإنه «من المحتمل أكثر أن تكون ذات تأثير معاكس» و«تقود إلى نزاعات متزايدة داخل أوروبا وبين أوروبا والولايات المتحدة».
في عام 2005، اعتبر الكثيرون فلدستين مرشحًا قياديًا (رائدًا) ليخلف آلان غرينسبان، رئيس مجلس المحافظين لنظام الاحتياطي الفدرالي. يُعزى ذلك جزئيًا إلى بروزه في إدارة ريغان ولمنصبه استشاريًا اقتصاديًا لحملة بوش الرئاسية. كتبت صحيفة نيويورك تايمز مقالة افتتاحية تؤيد فيها اختيار بوش إما لفلدستين أو لبيرنانكي بسبب مؤهلاتهم، وفي أسبوع الترشيح توقعت مجلة ذي إيكونوميست أنه كان للرجلين الاحتمالية الأكبر للنجاح من بين المرشحين. في النهاية، ذهب المنصب لبيرنانكي، ربما بسبب كون فلدستين عضوًا في هيئة المجموعة الأمريكية الدولية، التي أعلنت في نفس السنة أنها ستعيد صياغة خمس سنوات من التقارير المالية السابقة بنحو 2.7 مليار دولار وتقييمها. لاحقًا، عانت المجموعة الأمريكية الدولية من انهيار مالي خطير لعب دورًا محوريًا في الأزمة الاقتصادية العالمية لعام 2007-2008 والركود العالمي الذي أعقبها. أُنقذت الشركة عبر ضخ مضاعف من رأس المال من بنك الاحتياطي الفدرالي الأميركي، الذي قدم دينًا مؤجلًا (سندات ائتمان) بقيمة 182.5 مليار دولار. ومع أن فلدستين لم يكن مرتبطًا بوضوح بالممارسات (الأنشطة) المُحاسبية المتنازع حولها، فقد شغل منصب مدير المجموعة منذ 1988. في مارس عام 2007، أعلنت مؤسسة لين وهاري برادلي أن واحدة من جوائز برادلي الأربعة لعام 2007 -التي تُكرّم من خلالها الإنجازات المذهلة- ستُمنح لفلدستين. في 10 سبتمبر 2007، أعلن فلدستين أنه سيتنحى عن منصب رئيس المكتب القومي للأبحاث الاقتصادية، وسرى قرار تنحيه في شهر يونيو عام 2008.
كان فلدستين عضوًا في المجلس الاستشاري الاستخباراتي الأجنبي (الخارجي) التابع للرئيس من 2006 إلى 2009.
قال فلدستين في مارس عام 2008 إنه يعتقد أن الولايات المتحدة كانت في حالة ركود قد تكون حالة بالغة (خطيرة).
بصفته عضوًا في مجلس النواتج المالية في المجموعة الأمريكية الدولية، كان فلدستين واحدًا من المشرفين على شعبة المُؤمّن (شركة التأمين) الدولي التي ساهمت في أزمة الشركة في سبتمبر عام 2008. في مايو عام 2009، أعلن فلدستين أنه سيتنحى عن منصب مدير المجموعة الأمريكية الدولية. عمل عضو مجلس إدارة في شركة إيلي ليلي وشركاه. عمل سابقًا في مجالس العديد من الشركات الحكومية الأخرى من بينها جيه بّي مورغان وتي آر دبليو.
في 6 فبراير عام 2009، أُعلن عن فلدستين بصفته أحد مستشاري الرئيس الأمريكي أوباما في مجلس الإنعاش الاقتصادي الاستشاري التابع للرئيس. كان أيضًا عضوًا فيها من 2009 إلى 2011.

### المناصب الأخرى
كان خبيرًا استشاريًا لوزارة الدفاع الأمريكية.
عمل في مجلس رؤساء هيئة العلاقات الأجنبية، واللجنة الثلاثية، ومجموعة الثلاثين وفي اللجنة القومية للعلاقات الأمريكية الصينية. دُعي فلدستين للمشاركة في مؤتمرات مجموعة بلدربيرغ السنوية في عام 1996 و1998 و1999 و2001 و2002 و2003 و2005 و2008 و2010 إلى 2015. كان أيضًا عضوًا في مجلس المتابعة العالمي لشركة جيه بّي مورغان، وعضو المجلس الاستشاري الأكاديمي للمعهد الأمريكي للتجارة، وعضوًا في الأكاديمية البريطانية.
في 2011 أُدرج في قائمة أكثر 50 شخصية مؤثرة في مجال التمويل العالمي حسب تصنيف مجلة أسواق بلومبرغ.
في عام 2017، انضم فلدستين إلى مجموعة صغيرة من «حكماء الساسة الجمهوريين» وارتأى أن المحافظين يتبنون ضرائب الانبعاثات الكربونية -مع استرداد كل الأرباح من خلال عوائد المبلغ الإجمالي المقطوع- بصفتها سياسة للتعامل مع التغير المناخي العالمي. اشتملت المجموعة أيضًا على جيمس إيه. بيكر الثالث وإن. غريغوري مانكيو وهنري إم. بولسون جونيور وجورج بّي. شولتز.

## منشورات بارزة
الادخار المحلي والتدفقات العالمية لرأس المال
نُشرت عام 1980، قدمت هذه المقالة إسهامًا كبيرًا للاقتصاد العالمي. ساهم فلدستين جنبًا إلى جنب مع تشارلز هوريوكا بعملية الفهم الشامل لسوق رأس المال العالمي من خلال الكشف عن ماهيّة (حقيقة) تدفق رأس المال في سوق رأس المال العالمي. عن طريق فحص العلاقة بين الاستثمار المحلي والادخار المحلي لواحد وعشرين بلدًا في منظمة التعاون الاقتصادي والتنمية، قدم فلدستين وهوريوكا تقديرات إحصائية تُظهر أنه تقريبًا كل المدخرات الإضافية لبلد ما ستبقى في ذلك البلد رغم الفرص الاستثمارية الأكبر في الخارج. هناك إرباك (حيرة) إزاء العلاقة المباشرة غير المتوقعة بين المدخرات المحلية والاستثمار، أصبحت اكتشافات فلدستين وهوريوكا معروفة باسم «لغز فلدستين هوريوكا».
الضمان الاجتماعي والتقاعد المُستَحث وتراكم رأس المال الإجمالي
نُشرت عام 1974، قدمت هذه المقالة إسهامًا كبيرًا في مجال الضمان الاجتماعي. قدم فلدستين تسهيلًا أكبر لفهم تأثيرات الضمان الاجتماعي على المدخرات والإنفاق المعيشي. تُقدم المقالة تحليلًا نظريًا لأثر الضمان الاجتماعي على قرار الفرد إزاء التقاعد وكمية المدخرات اللازمة لتقاعد كهذا. كشف فلدستين أن الضمان الاجتماعي يؤدي إلى اتخاذ الأفراد لقرار ادخار مبالغ أقل للتقاعد وبالتقاعد في وقت أبكر. طُعن الاكتشاف لاحقًا بسبب ورود خطأ حسابي. لم يتفق فلدستين ومؤلفون آخرون فيما إذا غيرت النتائج المُصححة من الاستنتاجات (النتائج) الحتمية.

## وصلات خارجية
- مارتن فلدستين على موقع IMDb (الإنجليزية)
- مارتن فلدستين على موقع مونزينجر (الألمانية)
- مارتن فلدستين على موقع إن إن دي بي (الإنجليزية)